# Microcharon zibani
Microcharon zibani là một loài chân đều trong họ Microparasellidae. Loài này được Pesce & Tete miêu tả khoa học năm 1978.